# اچ‌ام‌اس ئی۲۵
اچ‌ام‌اس ئی۲۵ (به انگلیسی: HMS E25) یک زیردریایی بود که طول آن ۱۸۱ فوت (۵۵ متر) بود. این زیردریایی در سال ۱۹۱۵ ساخته شد.